# ガッタ・サーヴ・サムバディ
「ガッタ・サーヴ・サムバディ」（Gotta Serve Somebody）は、ボブ・ディランが作詞・作曲・歌唱し、アルバム『スロー・トレイン・カミング』（1979年）収録、ファースト・シングルとして1979年8月にリリースした楽曲。

## 解説
ビルボードで24位を記録し、1980年グラミー賞ベスト男性ロック・ボーカル・パフォーマンス賞を受賞した。
ジョン・レノンは、「ガッタ・サーヴ・サムバディ」へのアンサー・ソング「サーヴ・ユアセルフ」を作り、アコースティック・ギター弾き語りによるホーム・レコーディングを残している（『ジョン・レノン・アンソロジー』（1998年）収録）。

## 収録レコード

### シングル
アルバムでは5分25秒の長さだが、シングル盤は3分57秒のショート・バージョンになっている。B面「トラブル・イン・マインド」は、アルバム未収録曲。
日本盤
- ガッタ・サーヴ・サムバディ／トラブル・イン・マインド（1979年8月、CBSソニー、06SP 410）

### アルバム

#### スタジオ録音
5分25秒
- スロー・トレイン・カミング（1979年）
- バイオグラフ（1985年）
- グレーテスト・ヒット第3集（1994年）
- エッセンシャル・ボブ・ディラン（2000年）

#### ライブ録音
- ディラン＆ザ・デッド（1989年）
1987年7月26日カリフォルニア州アナハイム、アナハイム・スタジアム、グレイトフル・デッド との共演